# Lee Keon-pil
Lee Keon-pil (kor. 이건필; * 22. Juli 1985 in Südkorea) ist ein südkoreanischer Fußballspieler.

## Karriere
Das Fußballspielen lernte Lee Keon-pil in der Woosuk University in Wanju. Seinen ersten Vertrag unterschrieb er 2008 beim Busan TC FC. Der Verein aus Busan spielte in der Dritten Liga, der Korea National League. Nach 44 Spielen wechselte er 2010 nach Gyeongju zum Ligakonkurrenten Gyeongju KHNP FC. Zu seinem ehemaligen Verein Busan TC kehrte er 2013 zurück. Hier absolvierte er bis 2016 57 Spiele. 2017 wechselte er nach Thailand. Hier unterschrieb er einen Vertrag beim Erstligisten Super Power Samut Prakan FC. Seit Dezember 2017 ist Lee vereinslos.